# Aeschynanthus perakensis
Aeschynanthus perakensis là một loài thực vật có hoa trong họ Tai voi. Loài này được Ridl. mô tả khoa học đầu tiên năm 1896.